# Maja (roman av Amanda Kerfstedt)
Maja: en kärlekshistoria från en romantisk tid är en roman av Amanda Kerfstedt, utgiven 1916 på Hugo Gebers förlag. Romanen kom att bli Kerfstedts sista.
I Maja skildras hur en prästdotter med samma namn blir förälskad.

## Mottagande
När tidskriften Biblioteksbladet recenserade Maja 1916 menade anmälaren lektor Elias Grip att Kerfstedt hade "god psykologisk blick" och att karaktärsteckningen var bra. Recensenten ansåg också att skildringen av prästgårdsmiljön i romanen var "gjord med liv och värme". Stilen bedömdes som "lättflytande och ledig", vilken enligt anmälaren gjorde att romanen läses "med nöje". Recensenten bedömde också Kerfstedt som "väl förtrogen" med de levnadssätt som skildras. Anmälarens enda invändning var att några av romanens rollfigurer endast hade medkommit som "staffage".